# 8418 Mogamigawa
8418 Mogamigawa (1996 VS30) là một tiểu hành tinh vành đai chính được phát hiện ngày 10 tháng 11 năm 1996 bởi T. Okuni ở Nanyo.